# Powiat klimowicki

Powiat klimowicki na mapie guberni mohylewskiej

Powiat lub ujezd klimowicki — dawny powiat guberni mohylewskiej, wcześniej starostwo niegrodowe województwa mścisławskiego. Odpowiadają mu dzisiejsze rejony klimowicki, chocimski i kościukowicki w obwodzie mohylowskim na Białorusi.